# Carlos Mercader
Carlos Raúl Mercader Arrien (* 16. Oktober 1922 in Montevideo; † 27. September 2010) war ein uruguayischer Moderner Fünfkämpfer.
Carlos Mercader nahm an den Olympischen Sommerspielen 1948 in London teil, wo er den 31. Rang belegte.